# تنازع بقاء
تنازع بقاء (انگلیسی: struggle for existence)، ستیزه و رقابت برای زنده ماندن است.

## رقابت زیستی
تنازع در راه بقا یا ستیزه برای ماندن عبارت است از رقابت زیستی یا رقابت زنده ماندن و این یکی از قوانین داروین است که بقای انواع گیاهان و حیوانات را تفسیر می‌کند.

## قانون تنازع بقاء
خلاصه این قانون این است که تمام موجودات برای به دست آوردن غذا و هر آنچه موجب بقای آنان گردد، و هستی آنها را رشد دهد، با یکدیگر در رقابت‌اند، به نحوی که در کشاکش زندگی فقط، قوی‌تر باقی می‌ماند و فقط آنکه شایسته‌تر است می‌تواند خود را حفظ کند.
بنا بر این جنگ و ستیز در راه بقا علت تحول و پیشرفت است و این امر با انتخاب طبیعی ممکن می‌گردد که شبیه انتخاب صناعی است.

## انتخاب طبیعی
کارکرد اصل انتخاب طبیعی را در هفت مرحله بیان کرد:
1. موجودات زنده همواره در حال تغییرند.
2. در جهان طبیعت، تنازع بقا وجود دارد.
3. ممکن است تغییراتی که در موجودات زنده رخ می‌دهد، آنها را در جریان تنازع بقا و غلبه بر سایرین یاری دهد.
4. تغییرات مفیدی که در انواع رخ می‌دهد، سبب انتخاب آنها توسط محیط می‌شود.
5. ارگانیسم‌هایی که به واسطه تغییرات مطلوب در جریان تنازع بقا پیروز شوند، شانس بیشتری برای زندگی طولانی‌تر و تولیدمثل افزون تر خواهند داشت.
6. فرزندان تمایل بسیاری دارند تا به پدر و مادر خود شباهت داشته باشند.
7. تغییرات مفیدی که ارگانیسم‌ها را در تنازع بقا یاری داد هاند، از طریق وراثت به نسل‌های آینده منتقل خواهند شد.[۱][۲]